# Pré-Alpes da Saboia

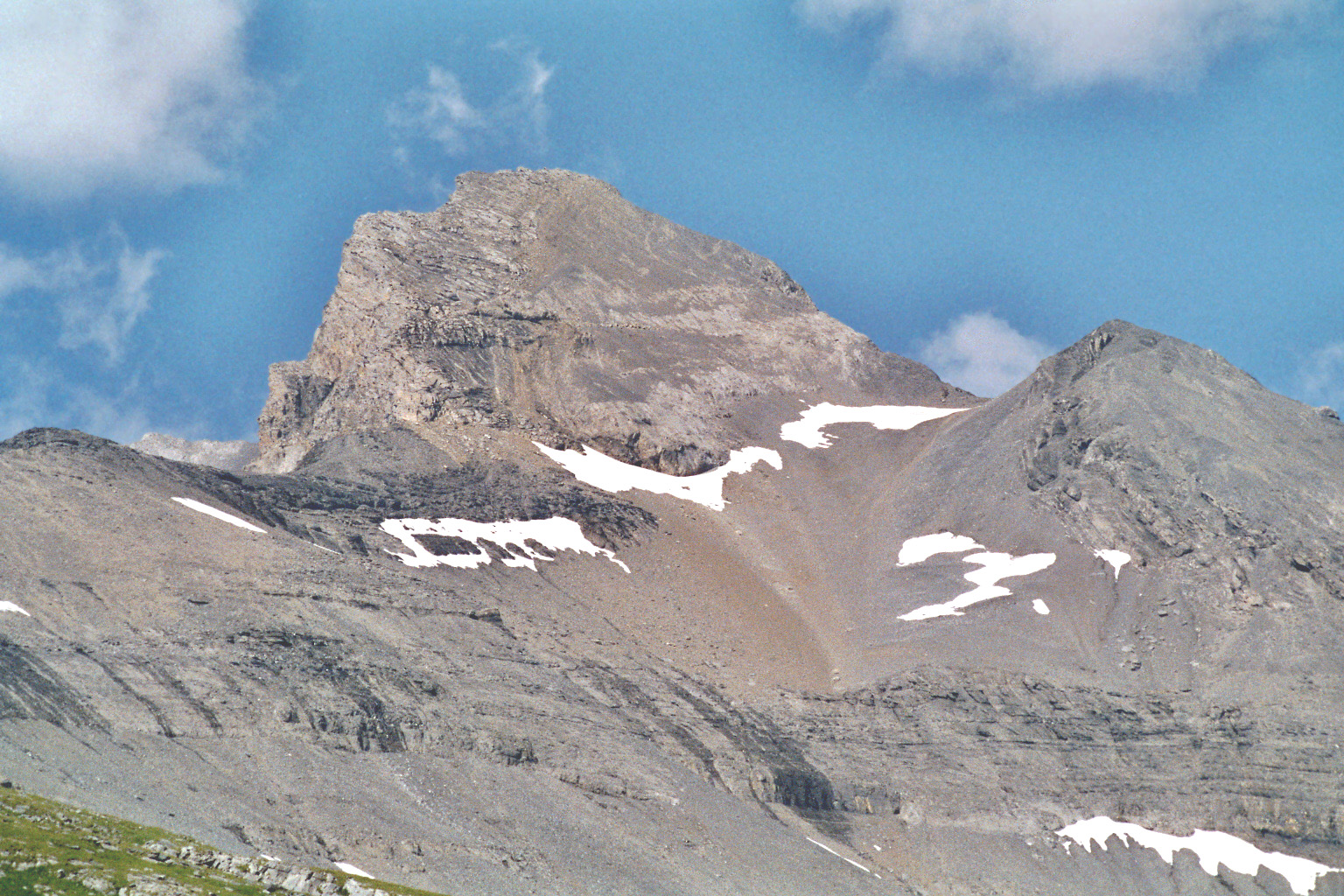
Haute Cime dos Dents du Midi

Os Pré-Alpes da Saboia   (em francês:  Préalpes de Savoie) são uma subdivisão dos Alpes Ocidentais que se situa em parte na França e em parte na Suíça, e cujo ponto culminante é a Haute Cime dos Dents du Midi a 3257 m de altitude.

## Situação
Em França, os Pré-Alpes da Saboia espalham-se pelos departamentos da Saboia, Alta-Saboia, e Isère, enquanto que na Suíça se situam no cantão do Valais.
Encontra-se a oeste da cadeia principal dos Alpes e tem a leste os Alpes Graios, a sul os Alpes do Dauphiné e dos Pré-Alpes do Dauphiné dos quais está separado pelo rio Isère.
Na Suíça, tem a nordeste os Alpes Berneses e os Pré-Alpes Suíços dos quais se separa pelo Vale do Ródano, e a nordeste e a leste o rio Ródano que vem desaguar no lago Lemano.

## Divisão tradicional
Os Pré-Alpes da Saboia faziam parte da divisão tradicional da partição dos Alpes adotada em 1926 pelo IX  Congresso Geográfico Italiano com o fim de normalizar a sua divisão em Alpes Ocidentais (aos quais pertenciam), Alpes Centrais e Alpes Orientais.

## SOIUSA
A Subdivisão Orográfica Internacional Unificada do Sistema Alpino (SOIUSA), dividiu os Alpes em duas grandes partes:Alpes Ocidentais e Alpes Orientais, separados pela linha formada pelo Rio Reno - Passo de Spluga - Lago de Como - Lago de Lecco.
Os Pré-Alpes da Saboia são um dos oito grupos que constituem os Alpes Ocidentais e são formados pelo Maciço do Chablais, Maciço do Giffre]], Aiguilles Rouges, Maciço des Bornes, Cordilheira des Aravis, Maciço des Bauges, e Maciço da Chartreuse
Segundo a SOIUSA, os  Pré-Alpes da Saboia são formados pelo conjunto de Aiguilles Rouges, Pré-Alpes do Giffre, Pré-Alpes do Chablais, Pré-Alpes de Bornes, Pré-Alpes de Bauges, e Pré-Alpes da Chartreuse.

### Classificação  SOIUSA
Segundo a SOIUSA este acidente orográfico é uma secção alpina com a seguinte classificação:
- Parte = Alpes Ocidentais
- Grande sector alpino = Alpes Ocidentais-Norte
- Secção alpina = Pré-Alpes da Saboia
- Código = I/B-8